# Nazionale maschile di rugby a 15 della Guyana
La nazionale di rugby XV della Guyana è inclusa nel terzo livello del rugby internazionale.